# 薛庆澄
薛庆澄（1922年—1991年），男，直隶（今河北）滦县人，中国神经外科专家，曾任天津医学院教授、博士生导师。